# Xenia Desni
Xenia Desni (19 de enero de 1894 – 27 de junio de 1962) fue una actriz teatral y cinematográfica ucraniana, activa en la época del cine mudo.

## Biografía
Nacida en Kiev, Ucrania, en aquel momento parte del Imperio Ruso, su familia huyó del país como consecuencia de la Revolución rusa. En un principio se asentaron en Estambul, donde ella empezó su carrera artística en el vodevil, mudándose más adelante a Berlín. 
Desni inició su carrera en el cine en los primeros años 1920, siendo su primer film Sappho, rodando diferentes producciones de éxito como Der Sprung ins Leben, Die Prinzessin Suwarin, William Tell,  Die Andere, Ein Walzertraum, Familie Schimek, y Madame wagt einen Seitensprung, y actuando en películas de John Good. Sin embargo, su carrera no resistió la llegada del cine sonoro, tras la cual únicamente rodó una película, Kriminalkommissar Eyck.
Xenia Desni falleció en Francia en 1962. Su hija, Tamara Desni, fue también actriz.

## Selección de su filmografía
- The Black Panther (1921)
- William Tell (1923)
- The Tower of Silence (1924)
- El sueño de un vals (Ein Walzertraum) (1925)
- The Found Bride (1925)
- The Pink Diamond (1926)
- Rhenish Girls and Rhenish Wine (1927)
- Radio Magic (1927)